# Monomorium captator
Monomorium captator är en myrart som beskrevs av Santschi 1936. Monomorium captator ingår i släktet Monomorium och familjen myror. Inga underarter finns listade i Catalogue of Life.